# TRINITY (Non Stop Rabbitのアルバム)
『TRINITY』（トリニティ）は、2021年12月22日にポニーキャニオンから発売された、日本のロックバンド・Non Stop Rabbitのメジャー2作目、通算4作目のフルアルバム。

## 背景とリリース
前作『爆誕 -BAKUTAN-』より約1年ぶりのリリース。前作以降にリリースされた2ndシングル表題曲「三大欲求」、配信限定シングル「全部ブロック」「Needle return」が収録されている一方、配信限定でリリースされた「推しが尊いわ」「静かな風」は未収録となった。「Needle return」のリリースとミュージックビデオ公開のタイミングで本作のリリースが発表された。2023年4月19日にバンドが解散した為、本作が事実上のラストアルバムとなった。
アルバムタイトルは「三位一体」を意味する英語。
初回限定盤と通常盤の2形態で発売。初回限定盤にはボーナストラックとして「全部いい」の独唱バージョンが収録されている他、DVDが付属する。

## ミュージック・ビデオ
※シングル収録曲は各リンクを参照。
優等生
監督：田口達也 / 製作：UNorder music entertainment
夢を追いかけていた3人の過去の映像がミュージックビデオに収められている。2021年12月8日にYouTubeにて公開された。
BAKEMONO
監督：田口達也 / 製作：UNorder music entertainment
田口達也の専門学校時代の後輩である上本真央がアクション監修を務めている。2021年11月17日にYouTubeにて公開された。

## 収録内容

### 初回限定盤
| 全作詞・作曲: 田口達也、全編曲: 鈴木Daichi秀行 (Cubic Records)。 |                                  |          |            |      |
| #                                                                | タイトル                         | 作詞     | 作曲・編曲 | 時間 |
| 1.                                                               | 「優等生」                       | 田口達也 | 田口達也   | 3:56 |
| 2.                                                               | 「上向くライオン」               | 田口達也 | 田口達也   | 4:01 |
| 3.                                                               | 「Needle return」                | 田口達也 | 田口達也   | 4:42 |
| 4.                                                               | 「BAKEMONO」                     | 田口達也 | 田口達也   | 3:23 |
| 5.                                                               | 「dress」                        | 田口達也 | 田口達也   | 3:50 |
| 6.                                                               | 「大丈夫じゃない」               | 田口達也 | 田口達也   | 4:35 |
| 7.                                                               | 「全部ブロック」                 | 田口達也 | 田口達也   | 3:16 |
| 8.                                                               | 「三大欲求」                     | 田口達也 | 田口達也   | 4:38 |
| 9.                                                               | 「あなたが眠るその瞬間まで」     | 田口達也 | 田口達也   | 3:07 |
| 10.                                                              | 「未来へ」                       | 田口達也 | 田口達也   | 3:19 |
| 11.                                                              | 「全部いい -独唱-」(bonus track) | 田口達也 | 田口達也   | 5:30 |
| 合計時間:                                                        | 合計時間:                        | 44:17    |            |      |

| #  | タイトル | 作詞 | 作曲・編曲 | 監督     |
| -- | --- | ---- | ---------- | -------- |
| 1. | 「5周年ということで、3人の中で誰が1番強いのかを確かめる卓球大会を開催！けど仲間だから この5年を振り返る特別トークも、気付いたらイルカをバックにアコースティックライブしてたDVD」 |      |            | 田口達也 |

### 通常盤
| #         | タイトル                     | 作詞  | 作曲・編曲 | 時間 |
| --------- | ---------------------------- | ----- | ---------- | ---- |
| 1.        | 「優等生」                   |       |            | 3:56 |
| 2.        | 「上向くライオン」           |       |            | 4:01 |
| 3.        | 「Needle return」            |       |            | 4:42 |
| 4.        | 「BAKEMONO」                 |       |            | 3:23 |
| 5.        | 「dress」                    |       |            | 3:50 |
| 6.        | 「大丈夫じゃない」           |       |            | 4:35 |
| 7.        | 「全部ブロック」             |       |            | 3:16 |
| 8.        | 「三大欲求」                 |       |            | 4:38 |
| 9.        | 「あなたが眠るその瞬間まで」 |       |            | 3:07 |
| 10.       | 「未来へ」                   |       |            | 3:19 |
| 合計時間: | 合計時間:                    | 38:47 |            |      |

## 楽曲解説
優等生
最初から1曲目になることを想定して制作された。田口のYouTube生配信に寄せられるファンの言葉を受け、「無理して優等生でいなくてもいいんじゃない？」というメッセージが込められており、「今一番聴いてほしい曲」と語っている。
ミュージックビデオ公開前の2021年11月1日に発売された『Non Stop Rabbit -1st ARTIST BOOK-』にて、ミュージックビデオの撮影シーンが公開されていた。
2021年12月6日の『Non Stop Radio〜真夜中の無料案内所〜』にて初オンエアされ、12月8日に先行配信された。
上向くライオン
タイトルは田口が購入した絵画から。
Needle return
配信限定シングル。
テレビ埼玉「ドレスキーとコレスキー」11月オープニングテーマ。
タイトルは「返し針」を意味しており、欲しいものを獲りに行く覚悟を綴った楽曲となっている。
BAKEMONO
2021年11月16日の『Non Stop Radio〜真夜中の無料案内所〜』にて初オンエアされた。
アルバムの発売に先駆け2021年11月17日に先行配信された。
メジャーデビューしてから見えた、決して綺麗では無い部分をうけて、それでもなお足掻く様子を化け物になぞらえて表現している。
dress
自分を嘘で着飾ることに警鐘を鳴らす楽曲。
大丈夫じゃない
歌詞は1番が女性目線、2番が男性目線となっており、ボーカルが使い分けられている。
全部ブロック
配信限定シングル。
三大欲求
2ndシングル表題曲。
テレビ埼玉「ドレスキーとコレスキー」5月2〜5週目オープニングテーマ。
あなたが眠るその瞬間まで
Non Stop Rabbitの楽曲では初めて生のストリングスが使用されている。
ドラムが一切使用されておらず、太我はこの楽曲の存在をミックスチェックの時まで知らなかった。
「大丈夫じゃない」と対になる楽曲。曲中の時系列では本楽曲が先であるが、あえて逆になっている。
未来へ
バスドラムが一切使用されておらず、打ち込みが使用されている。
全部いい -独唱-
本作のボーナストラック。チーフマネージャーからの提案で収録された。田口は「今コロナが終息に向かって行く中でライブ出来るかもしれない。その始まりにまた『全部いい』が流れるのもいいよねって。悲しい始まりの時に配信したのも『全部いい』だし、悲しみが明ける時にも『全部いい』で明けれたらいいなと。｣と語っている。
ピアノは鈴木Daichi秀行による演奏。

## タイアップ
| 年     | 楽曲          | タイアップ                                                 |
| ------ | ------------- | ---------------------------------------------------------- |
| 2021年 | Needle return | テレビ埼玉「ドレスキーとコレスキー」11月オープニングテーマ |

## クレジット
Non Stop Rabbit
矢野晴人 / 田口達也 / 太我
参加アーティスト
1st Violin : Asuka Mochizuki（#9）
2nd Violin : 大塚杏奈（#9）
Viola : 中田裕一（#9）
Cello : 薄井信介（#9）
Piano : 鈴木Daichi秀行（#11）
レコーディング
Producer & Arranger : 鈴木Daichi秀行 (Cubic Records)
Director : 中西克仁 (PONYCANYON)
Recorded by 鈴木Daichi秀行､木村信章 at STUDIO CUBIC
Mixed by 鈴木Daichi秀行 at STUDIO CUBIC
Mastered by 多田雄太 (PONYCANYON) at Pony Canyon Mastering
アートワーク
Art Direction & Design : 飯島伸明 (PCP)
Design : 塚越美沙 (PCP)
Photography : 宮脇 進
Styling : 内田孝昭
Hair & Make-up : 山口 淳
Shooting Coordinator : 木下由浩 (PCP)